# Хангіран – Мешхед
Хангіран – Мешхед – іранський газопровід, споруджений для подачі блакитного палива до другого за розміром міста країни.
У 1973-му неподалік від Серахсу став до ладу ГПЗ Хангіран, видачу продукції якого спершу організували до розташованого дещо західніше Мешхеду. Для цього проклали трубопровід довжиною 120 км, виконаний в діаметрів 400 мм. Постачений по газопроводу ресурс почали використовувати на ТЕС Мешхед, цементному та сахарному заводах, а також для постачання житлового сектору.
В подальшому до Мешхеду подали додатковий ресурс за допомогою газопроводу Хангіран – Нека.
Можливо також відзначити, що з 2010-го до району Хангірану почав надходити туркменський газ по трубопроводу від Давлетабада.